# Гексафторонептунат бария
Гексафторонептунат бария (фтористые нептуний-барий) — неорганическое соединение,
комплексная соль бария, нептуния и плавиковой кислоты
с формулой Ba[NpF6],
зелёные кристаллы.

## Получение
- Сплавление фторидов бария и нептуния(IV) [1]:

{\displaystyle {\mathsf {BaF_{2}+NpF_{4}\ {\xrightarrow {T}}\ Ba[NpF_{6}]}}}
- Фторирование нептуната(IV) бария [1]:

{\displaystyle {\mathsf {BaNpO_{3}+3F_{2}\ {\xrightarrow {T}}\ Ba[NpF_{6}]+3O_{2}}}}

## Физические свойства
Гексафторонептунат бария образует зелёные кристаллы
гексагональной сингонии,

параметры ячейки a = 0,7374 нм, c = 0,7450 нм, Z = 3
.